# Draßmarkt
Draßmarkt (węg. Vámosderecske, Sopronderecske, do 1899 Derecske; burg.-chorw. Racindrof) – gmina targowa w Austrii, w kraju związkowym Burgenland, w powiecie Oberpullendorf. 1 stycznia 2019 liczyła 1 378 mieszkańców.